# Leichtathletik-Weltmeisterschaften 2015/100 m Hürden der Frauen

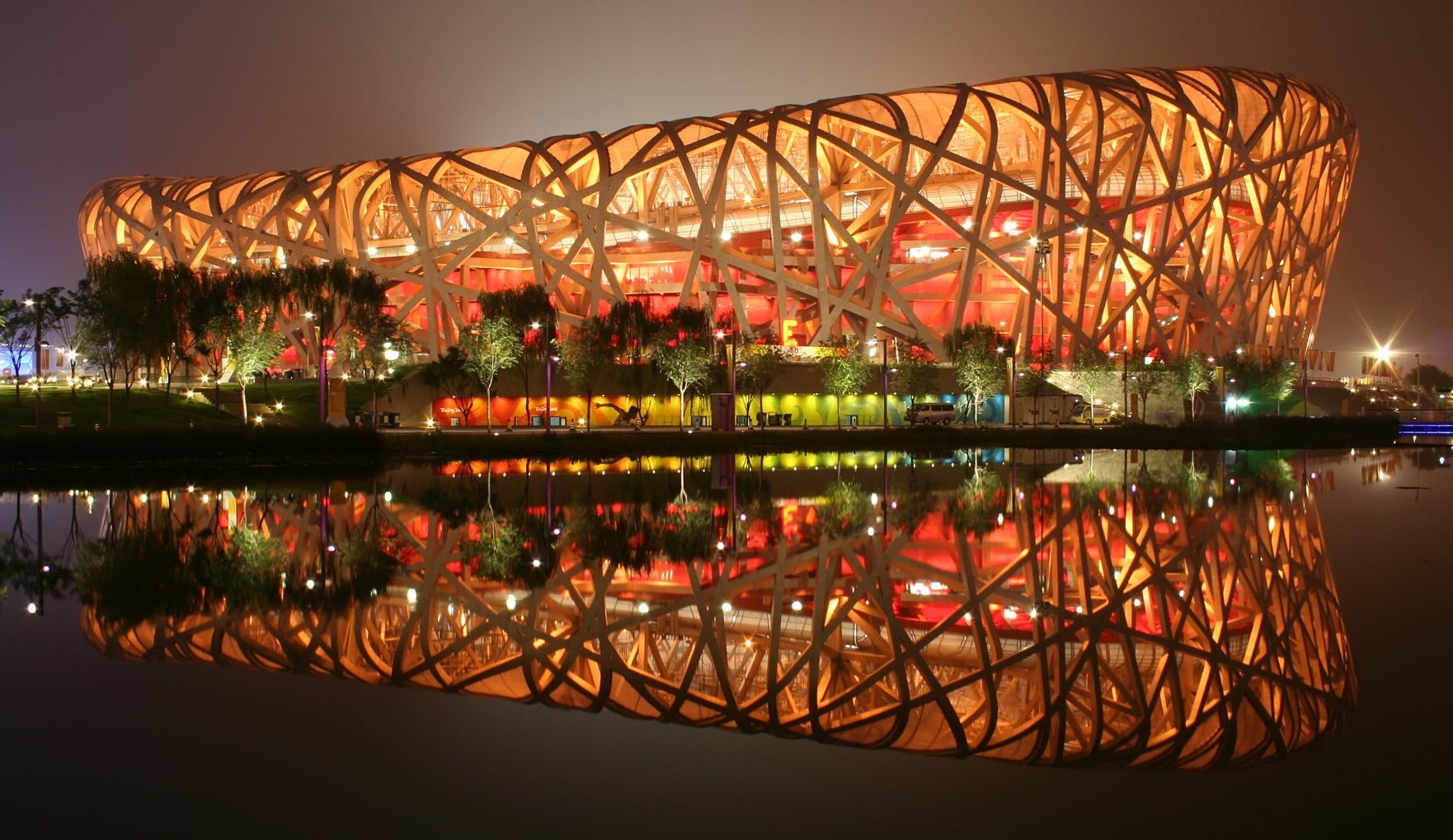
Das Nationalstadion Peking während der Weltmeisterschaften

Der 100-Meter-Hürdenlauf der Frauen bei den Leichtathletik-Weltmeisterschaften 2015 wurde am 27. und 28. August 2015 im Nationalstadion der chinesischen Hauptstadt Peking ausgetragen.
Den Weltmeistertitel errang die Jamaikanerin Danielle Williams. Vizeweltmeisterin wurde die deutsche EM-Dritte von 2014 Cindy Roleder. Die belarussische Europameisterin von 2012 Alina Talaj gewann die Bronzemedaille.

## Bestehende Rekorde
| Weltrekord               | Jordanka Donkowa | 12,21 s | Stara Sagora, Bulgarien | 20. August 1988   |
| Weltmeisterschaftsrekord | Sally Pearson    | 12,28 s | WM in Daegu, Südkorea   | 3. September 2011 |

Der bestehende WM-Rekord wurde bei diesen Weltmeisterschaften nicht eingestellt und nicht verbessert.
Es wurden zwei Landesrekorde erzielt:
- 12,88 s – Kierre Beckles, Barbados, dritter Vorlauf am 27. August bei einem Gegenwind von 1,0 m/s
- 12,66 s – Alina Talaj, Belarus, Finale am 28. August bei einem Gegenwind von 0,3 m/s

## Vorläufe
Aus den fünf Vorläufen qualifizierten sich die jeweils vier Ersten jedes Laufes – hellblau unterlegt – und zusätzlich die vier Zeitschnellsten – hellgrün unterlegt – für das Halbfinale.

### Lauf 1

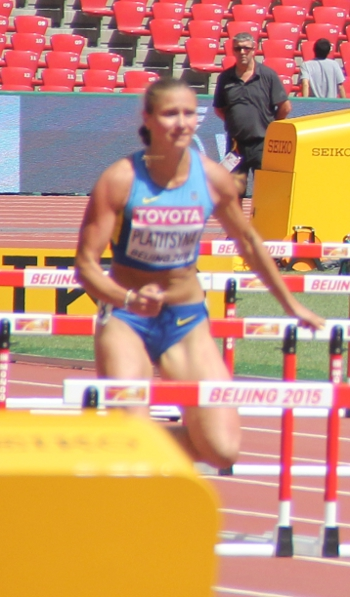
Hanna Plotizyna – ausgeschieden als Fünfte in 13,15 s
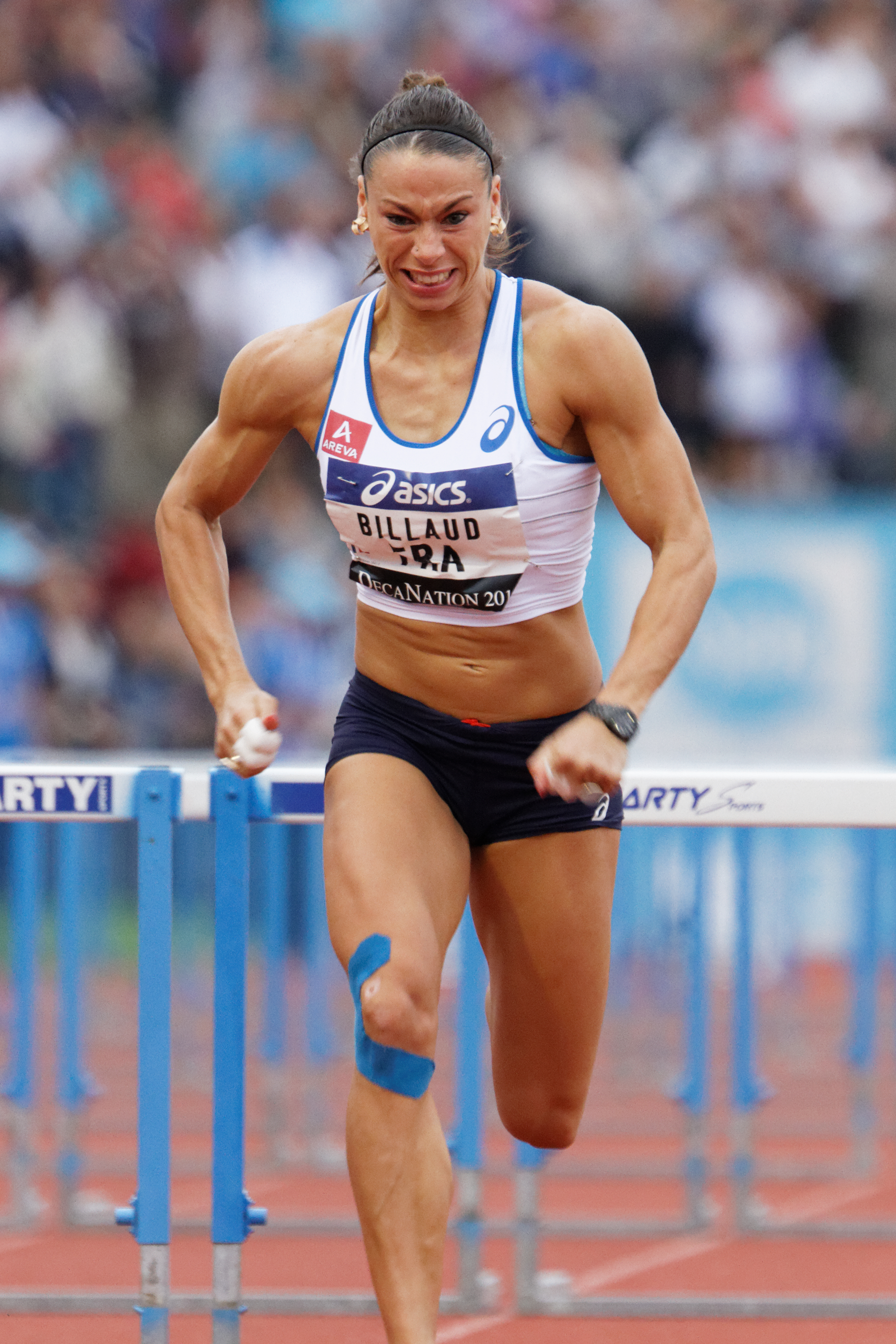
Cindy Billaud, 2014 Vizeeuropameisterin – ausgeschieden als Sechste in 13,23 s

27. August 2015, 11:15 Ortszeit (5:15 Uhr MESZ)

Wind: −1,8 m/s
| Platz | Bahn | Name                 | Land                    | Zeit (s) |
| ----- | ---- | -------------------- | ----------------------- | -------- |
| 1     | 7    | Danielle Williams    | Jamaika                 | 12,77    |
| 2     | 5    | Kendra Harrison      | USA                     | 12,90    |
| 3     | 6    | Isabelle Pedersen    | Norwegen                | 12,96    |
| 4     | 4    | Jekaterina Galizkaja | Russland                | 13,14    |
| 5     | 8    | Hanna Plotizyna      | Ukraine                 | 13,15    |
| 6     | 3    | Cindy Billaud        | Frankreich              | 13,23    |
| 7     | 9    | Lavonne Idlette      | Dominikanische Republik | 13,70    |

### Lauf 2

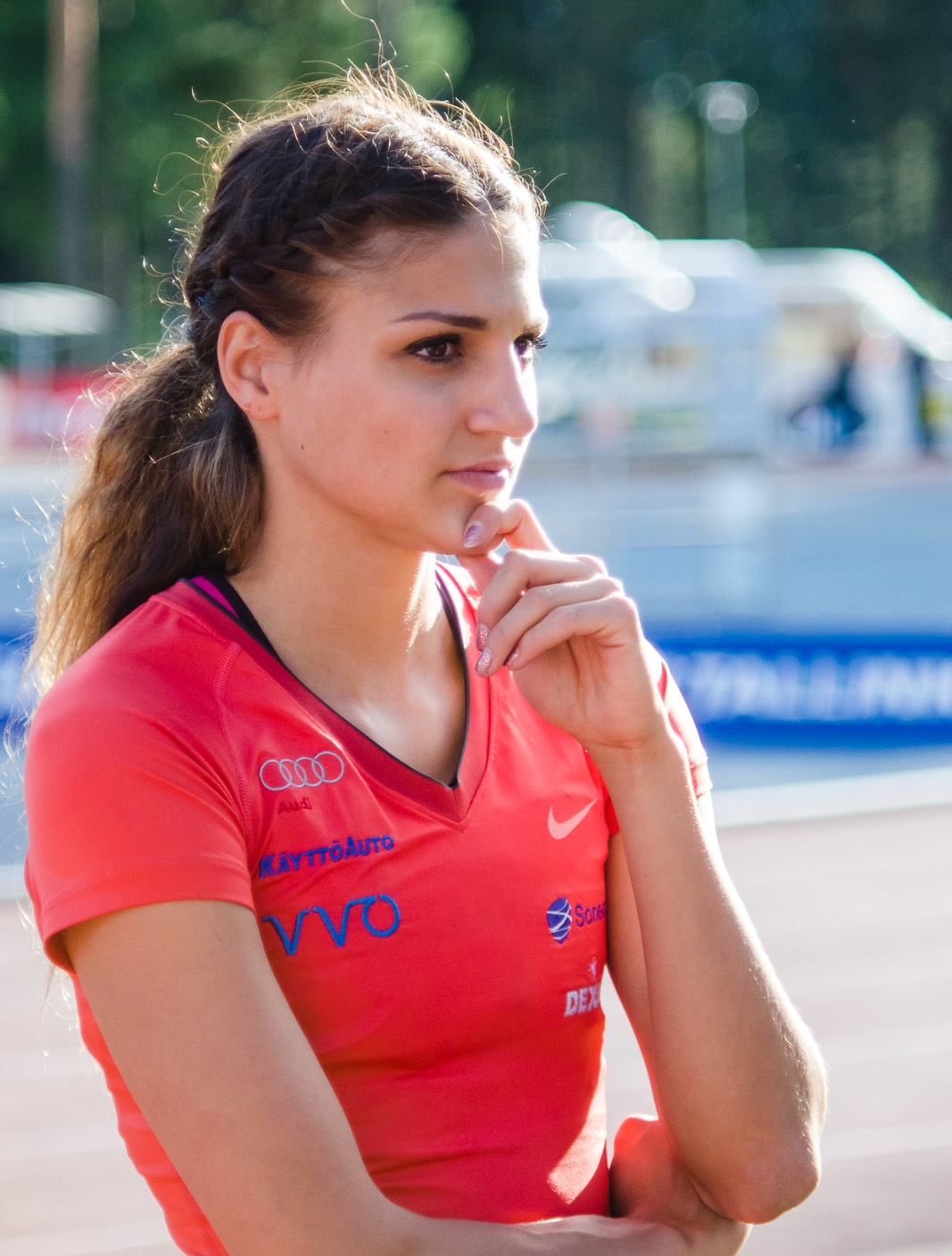
Nooralotta Neziri erreichte als Sechste ihres Vorlaufs nicht die nächste Runde

27. August 2015, 11:23 Ortszeit (5:23 Uhr MESZ)

Wind: −1,2 m/s
| Platz | Bahn | Name              | Land        | Zeit (s) |
| ----- | ---- | ----------------- | ----------- | -------- |
| 1     | 8    | Cindy Roleder     | Deutschland | 12,86 SB |
| 2     | 7    | Sharika Nelvis    | USA         | 12,93    |
| 3     | 3    | Noemi Zbären      | Schweiz     | 12,93    |
| 4     | 6    | Karolina Kołeczek | Polen       | 13,05    |
| 5     | 4    | Nina Morosowa     | Russland    | 13,06    |
| 6     | 5    | Nooralotta Neziri | Finnland    | 13,13    |
| 7     | 9    | Adanaca Brown     | Bahamas     | 13,74    |

### Lauf 3
27. August 2015, 11:31 Ortszeit (5:31 Uhr MESZ)

Wind: −1,0 m/s
| Platz | Bahn | Name               | Land       | Zeit (s) |
| ----- | ---- | ------------------ | ---------- | -------- |
| 1     | 8    | Dawn Harper Nelson | USA        | 12,79    |
| 2     | 5    | Kierre Beckles     | Barbados   | 12,88 NR |
| 3     | 3    | Anne Zagré         | Belgien    | 12,90    |
| 4     | 9    | Michelle Jenneke   | Australien | 13,02    |
| 5     | 4    | Beate Schrott      | Österreich | 13,04    |
| 6     | 7    | Kimberly Laing     | Jamaika    | 13,10    |
| 7     | 6    | Devynne Charlton   | Bahamas    | 13,16    |

### Lauf 4
27. August 2015, 11:39 Ortszeit (5:39 Uhr MESZ)

Wind: −0,4 m/s
| Platz | Bahn | Name               | Land           | Zeit (s) |
| ----- | ---- | ------------------ | -------------- | -------- |
| 1     | 6    | Brianna Rollins    | USA            | 12,67    |
| 2     | 3    | Shermaine Williams | Jamaika        | 12,78 PB |
| 3     | 9    | Andrea Ivančević   | Kroatien       | 12,88    |
| 4     | 5    | Cindy Ofili        | Großbritannien | 12,97    |
| 5     | 2    | Phylicia George    | Kanada         | 13,03    |
| 6     | 7    | Adelly Santos      | Brasilien      | 13,29    |
| 7     | 4    | Yvette Lewis       | Panama         | 14,12    |
| 8     | 8    | Beatriz Flamenco   | El Salvador    | 14,77    |

### Lauf 5

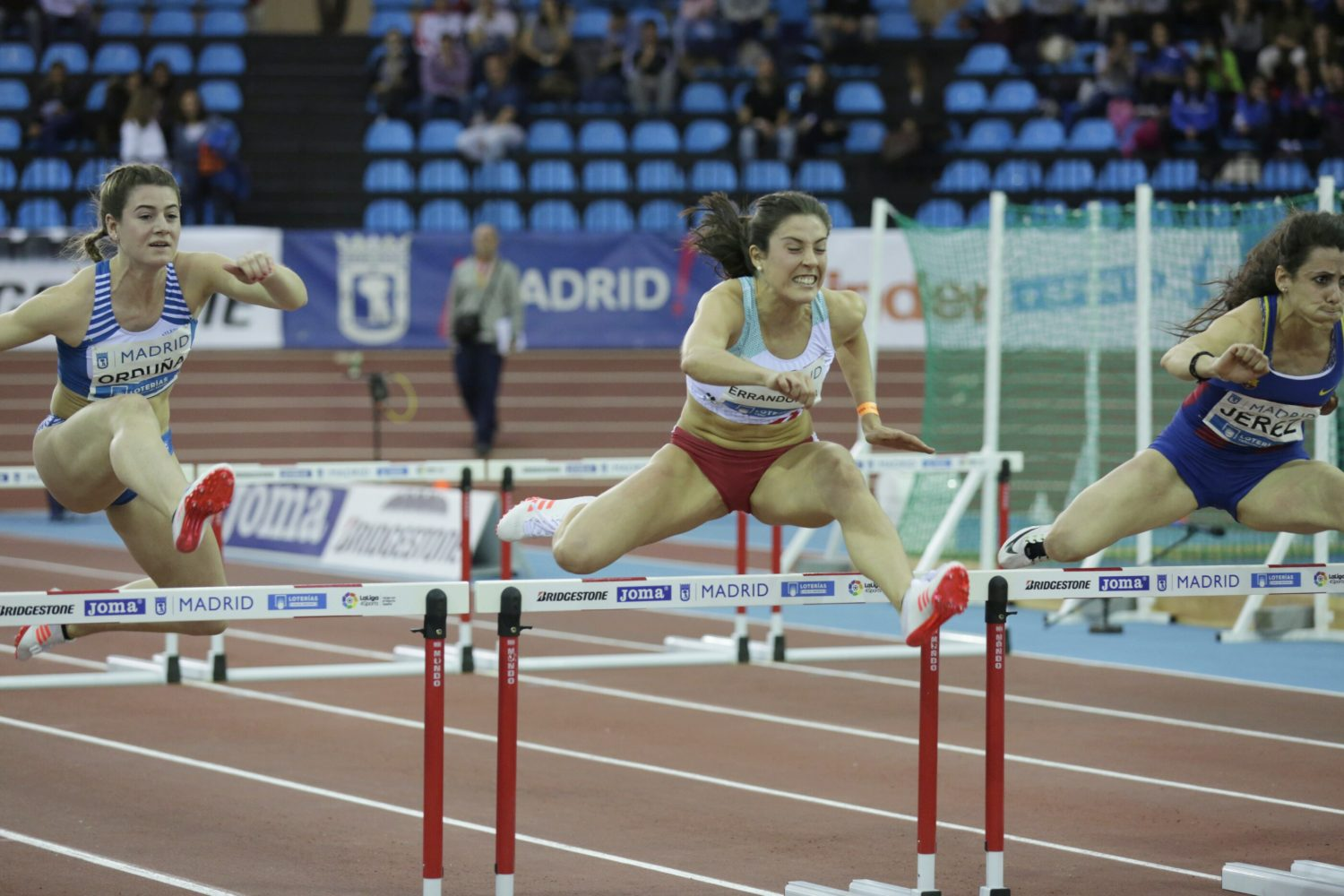
Caridad Jerez (rechts)
ausgeschieden als Fünfte in 13,27 s

27. August 2015, 11:39 Ortszeit (5:39 Uhr MESZ)

Wind: −1,1 m/s
| Platz | Bahn | Name               | Land                | Zeit (s) |
| ----- | ---- | ------------------ | ------------------- | -------- |
| 1     | 7    | Tiffany Porter     | Großbritannien      | 12,73    |
| 2     | 5    | Nikkita Holder     | Kanada              | 12,86    |
| 3     | 9    | Alina Talaj        | Belarus             | 12,87    |
| 4     | 4    | Wu Shuijiao        | Volksrepublik China | 13,09    |
| 5     | 8    | Caridad Jerez      | Spanien             | 13,27    |
| 6     | 3    | Lindsay Lindley    | Nigeria             | 13,30    |
| 7     | 2    | Fabiana Moraes     | Brasilien           | 13,35    |
| 8     | 6    | Ana Camila Pirelli | Paraguay            | 14,09    |

## Halbfinale
Aus den drei Halbfinalläufen qualifizierten sich die beiden Ersten jedes Laufes – hellblau unterlegt – und zusätzlich die beiden Zeitschnellsten – hellgrün unterlegt – für das Finale.

### Lauf 1

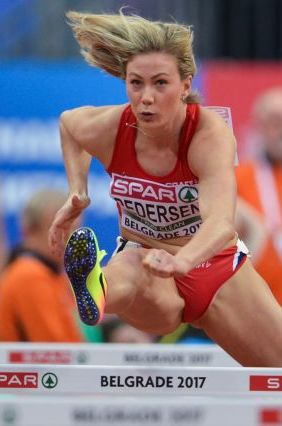
Isabelle Pedersen – ausgeschieden als Vierte mit persönlicher Bestleistung von 12,86 s
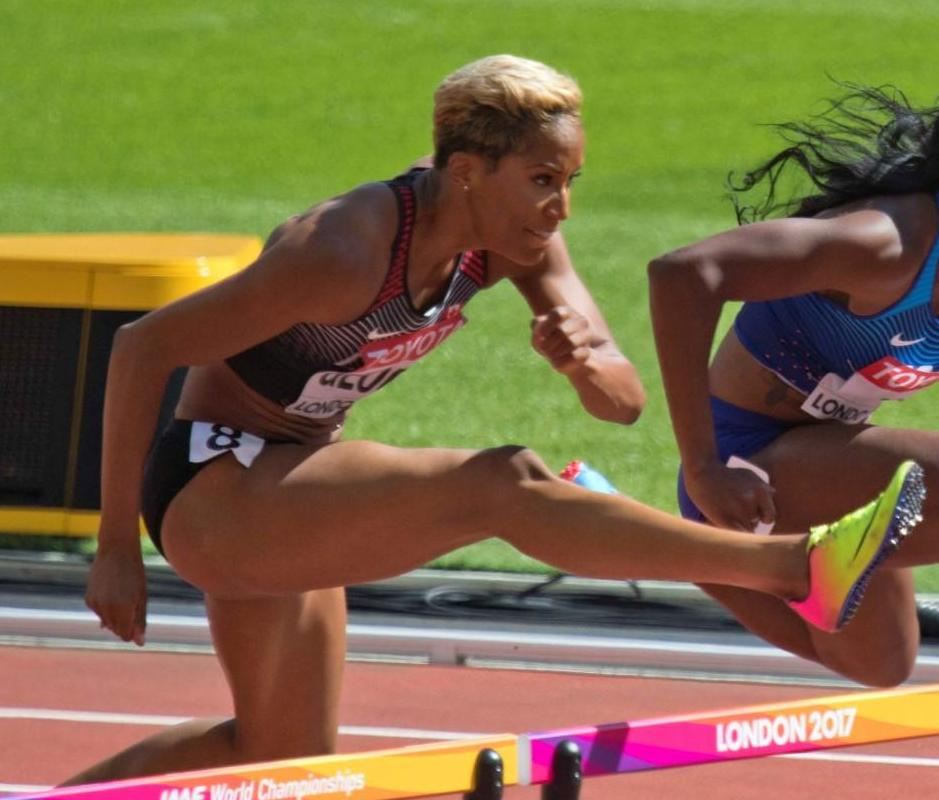
Phylicia George – ausgeschieden als Fünfte in 12,87 s
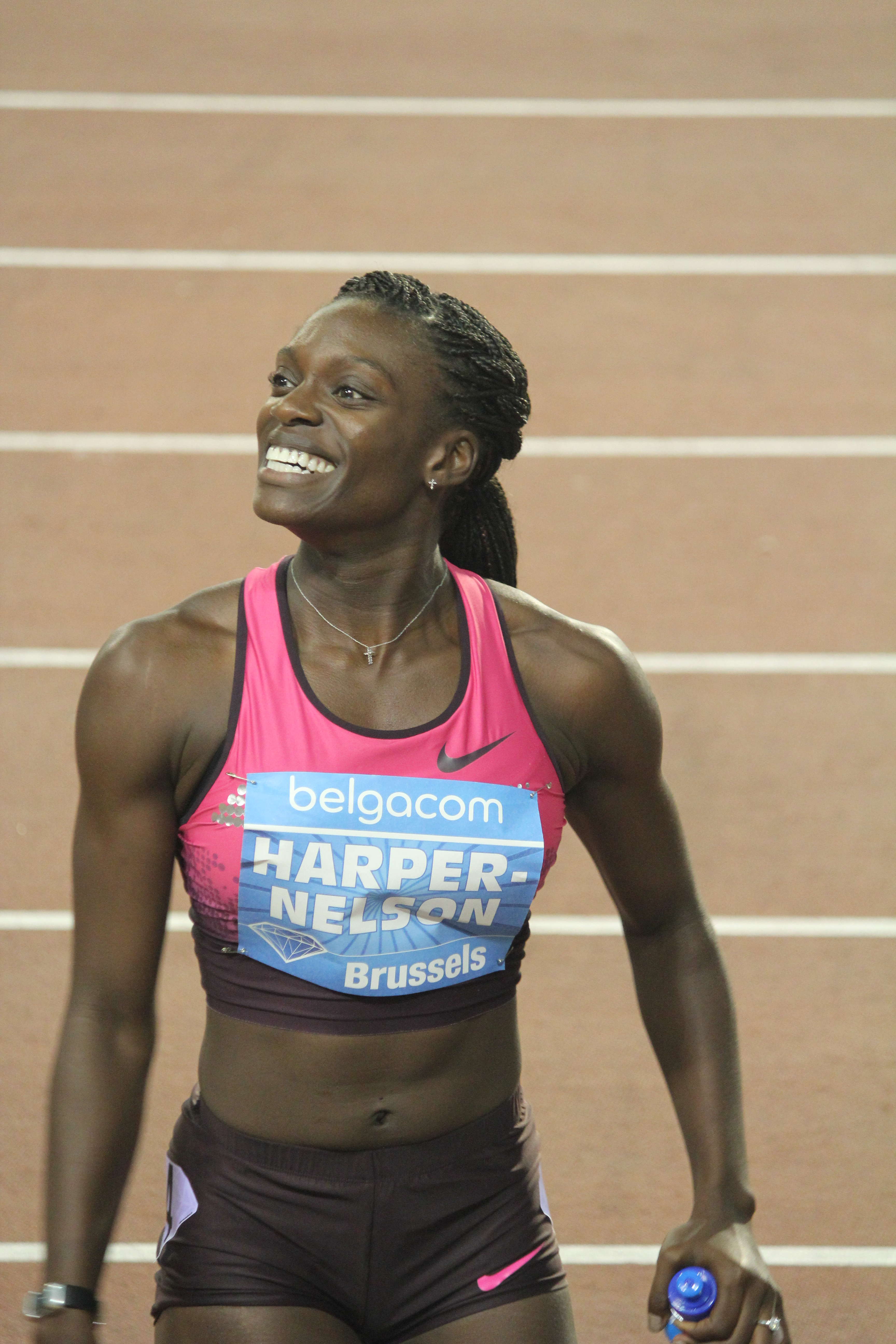
Dawn Harper-Nelson, unter anderem Olympiasiegerin von 2008 – nicht im Ziel

28. August 2015, 19:25 Ortszeit (13:25 Uhr MESZ)

Wind: −0,3 m/s
| Platz | Bahn | Name               | Land           | Zeit (s) |
| ----- | ---- | ------------------ | -------------- | -------- |
| 1     | 4    | Danielle Williams  | Jamaika        | 12,58 PB |
| 2     | 5    | Sharika Nelvis     | USA            | 12,59    |
| 3     | 6    | Alina Talaj        | Belarus        | 12,70 PB |
| 4     | 8    | Isabelle Pedersen  | Norwegen       | 12,86 PB |
| 5     | 2    | Phylicia George    | Kanada         | 12,87 SB |
| 6     | 9    | Cindy Ofili        | Großbritannien | 12,91    |
| DNF   | 7    | Dawn Harper Nelson | USA            |          |
| DNF   | 3    | Beate Schrott      | Österreich     |          |

### Lauf 2

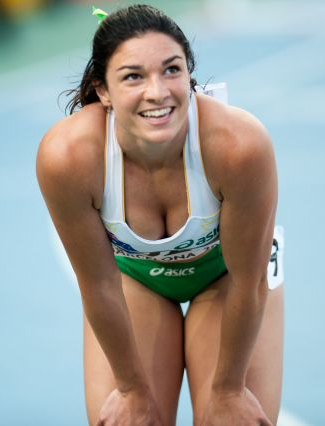
Michelle Jenneke – ausgeschieden als Sechste in 13,01 s
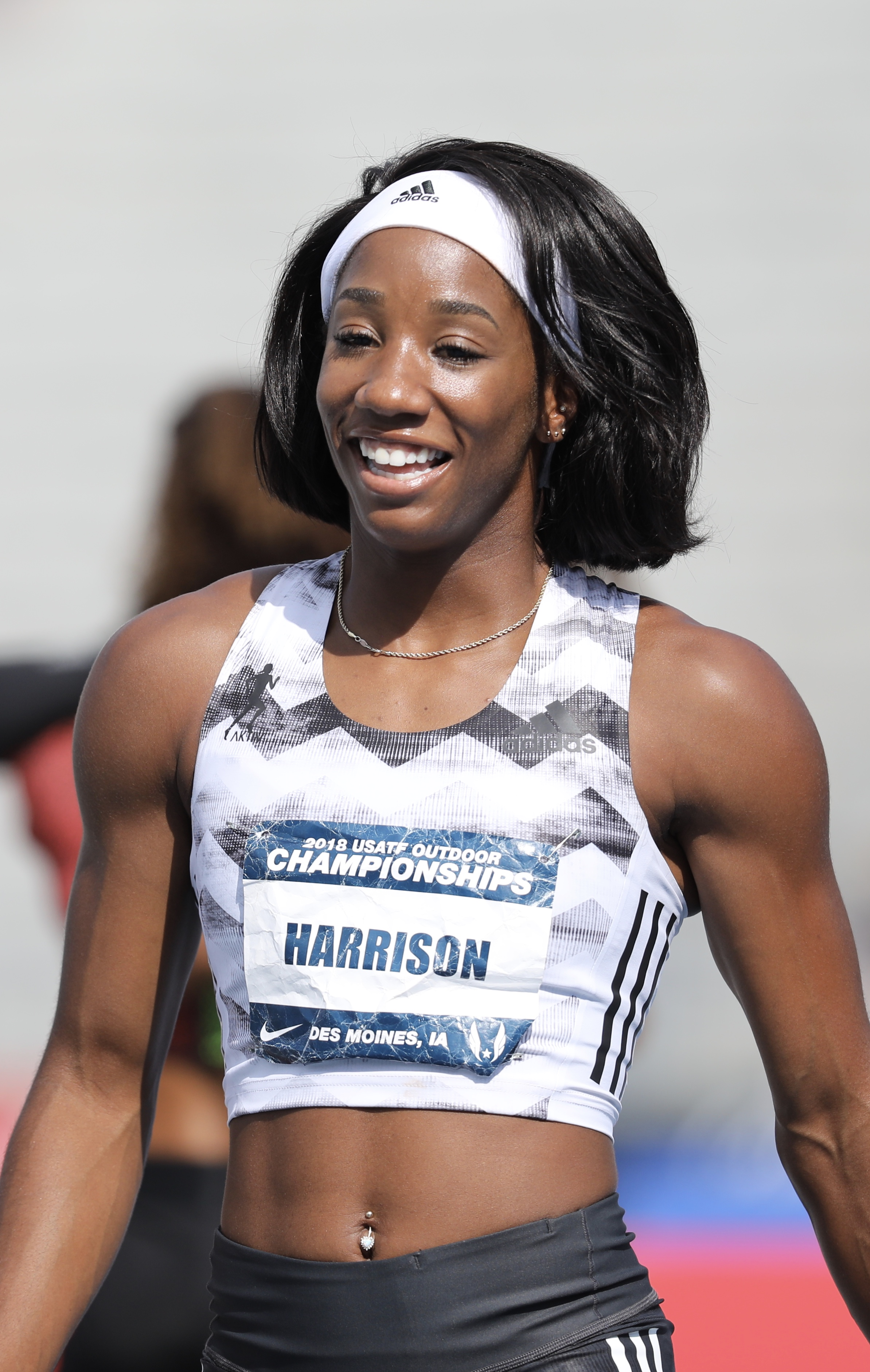
Kendra Harrison – disqualifiziert nach Fehlstart

28. August 2015, 19:33 Ortszeit (13:33 Uhr MESZ)

Wind: −0,4 m/s
| Platz | Bahn | Name                 | Land           | Zeit (s)                    |
| ----- | ---- | -------------------- | -------------- | --------------------------- |
| 1     | 7    | Tiffany Porter       | Großbritannien | 12,62                       |
| 2     | 6    | Cindy Roleder        | Deutschland    | 12,79 PB                    |
| 3     | 9    | Noemi Zbären         | Schweiz        | 12,81                       |
| 4     | 5    | Kierre Beckles       | Barbados       | 12,90                       |
| 5     | 3    | Kimberly Laing       | Jamaika        | 13,00                       |
| 6     | 8    | Michelle Jenneke     | Australien     | 13,01                       |
| DNF   | 2    | Jekaterina Galizkaja | Russland       |                             |
| DSQ   | 4    | Kendra Harrison      | USA            | IAAF Rule 162.7 – Fehlstart |

### Lauf 3
28. August 2015, 19:41 Ortszeit (13:41 Uhr MESZ)

Wind: −0,8 m/s
| Platz | Bahn | Name               | Land                | Zeit (s) |
| ----- | ---- | ------------------ | ------------------- | -------- |
| 1     | 4    | Brianna Rollins    | USA                 | 12,71    |
| 2     | 6    | Shermaine Williams | Jamaika             | 12,86    |
| 3     | 9    | Anne Zagré         | Belgien             | 12,88    |
| 4     | 3    | Nina Morozova      | Russland            | 12,91    |
| 5     | 8    | Karolina Kołeczek  | Polen               | 12,97    |
| 6     | 7    | Nikkita Holder     | Kanada              | 13,00    |
| 7     | 2    | Wu Shuijiao        | Volksrepublik China | 13,06    |
| 8     | 5    | Andrea Ivančević   | Kroatien            | 33,95    |

Im dritten Halbfinale ausgeschiedene Hürdensprinterinnen:

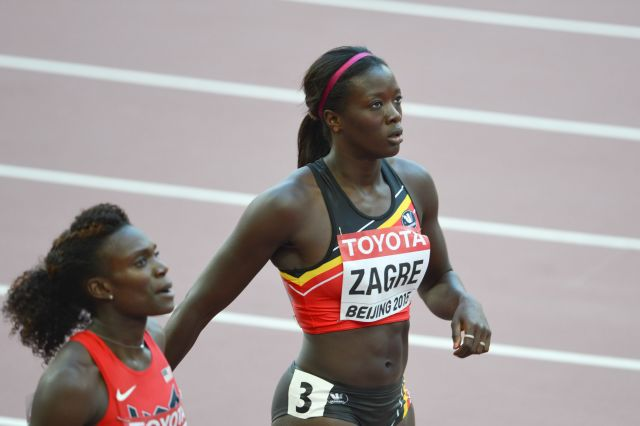
Anne Zagré Rang drei in 12,88 s
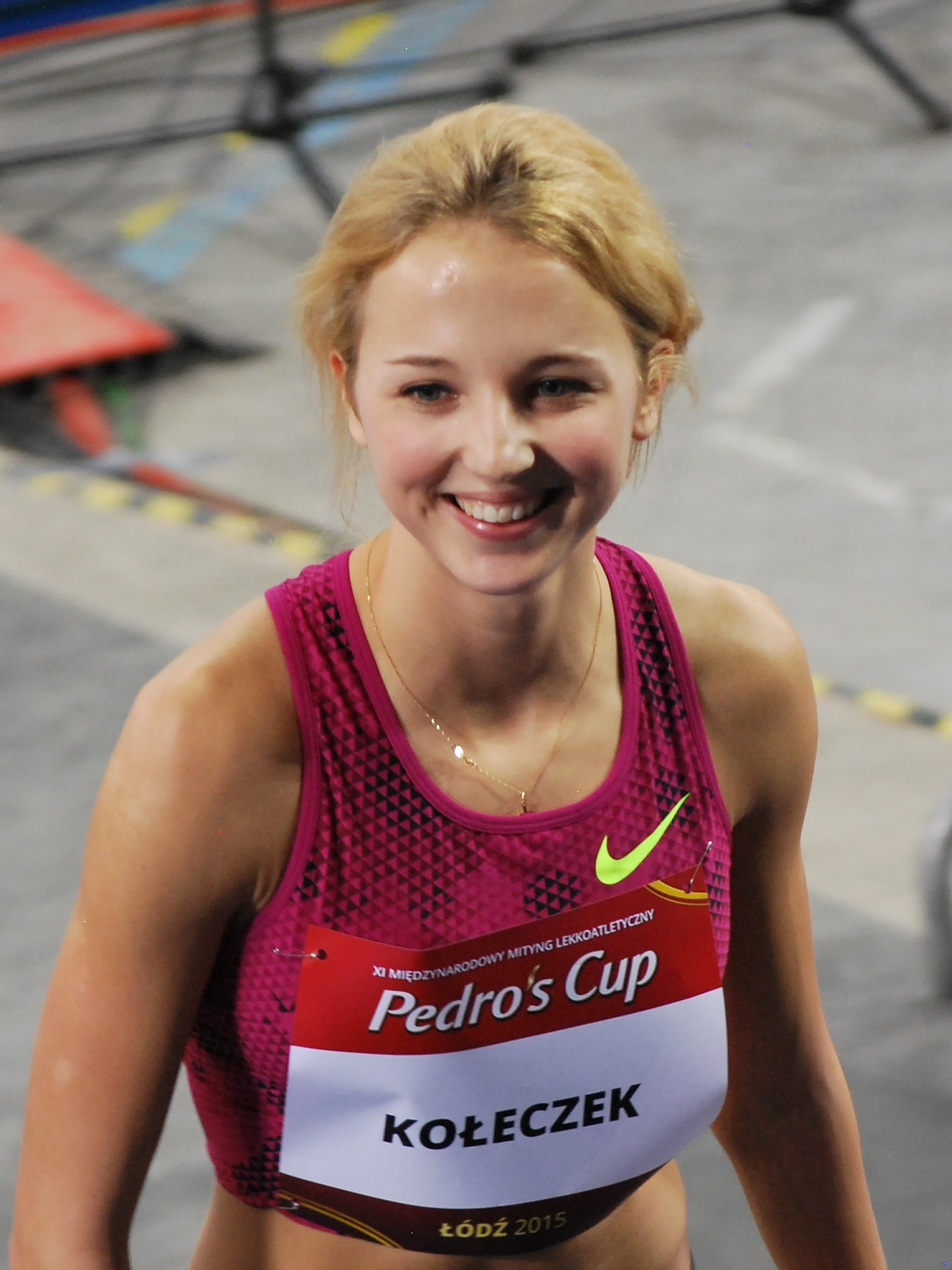
Karolina Kołeczek Rang fünf in 12,97 s
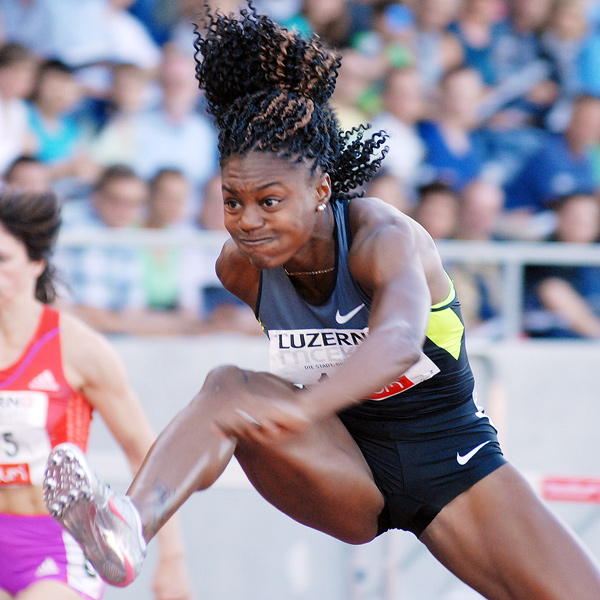
Nikkita Holder Rang sechs in 13,00 s
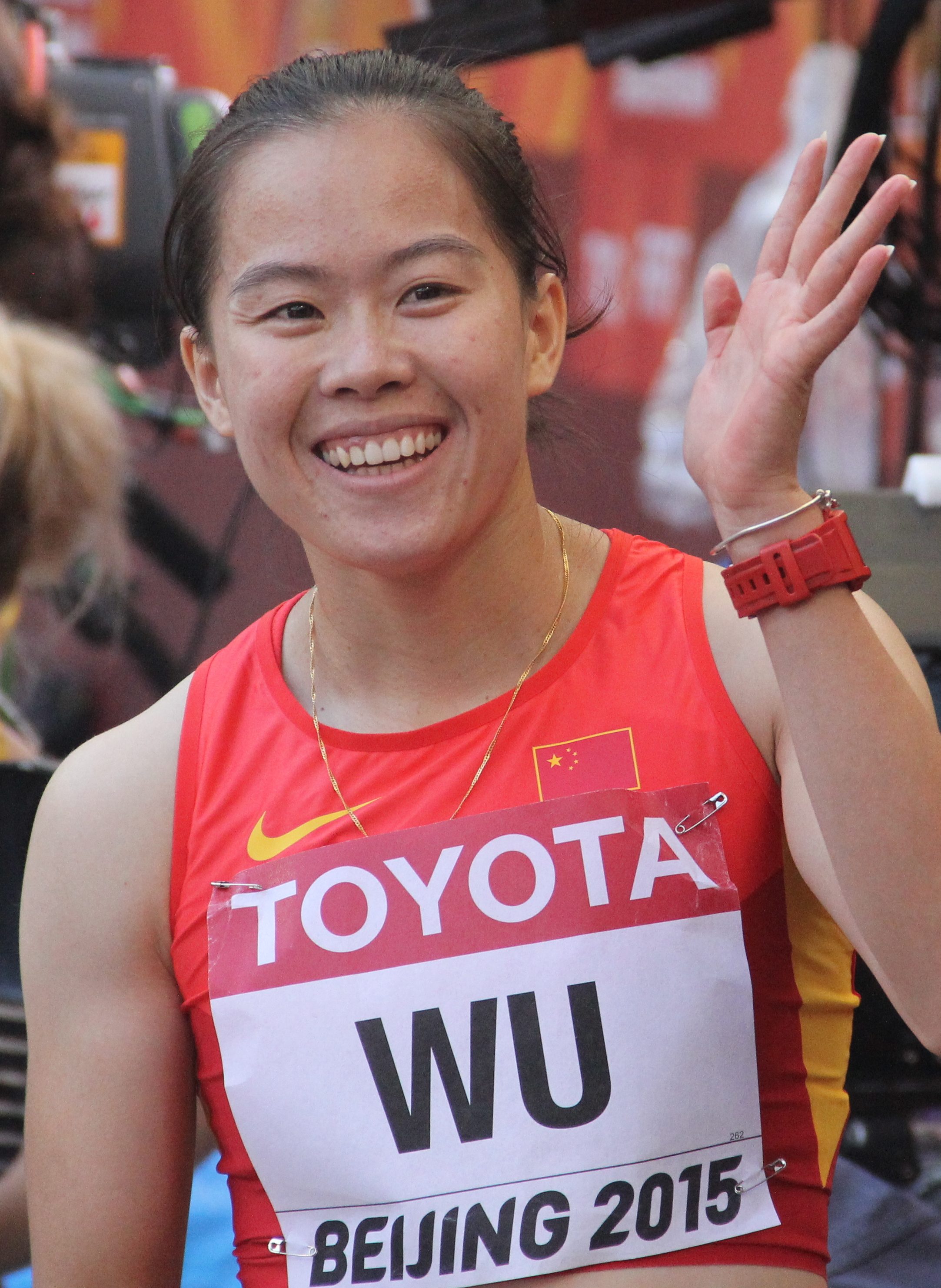
Wu Shuijiao Rang sieben in 13,06 s
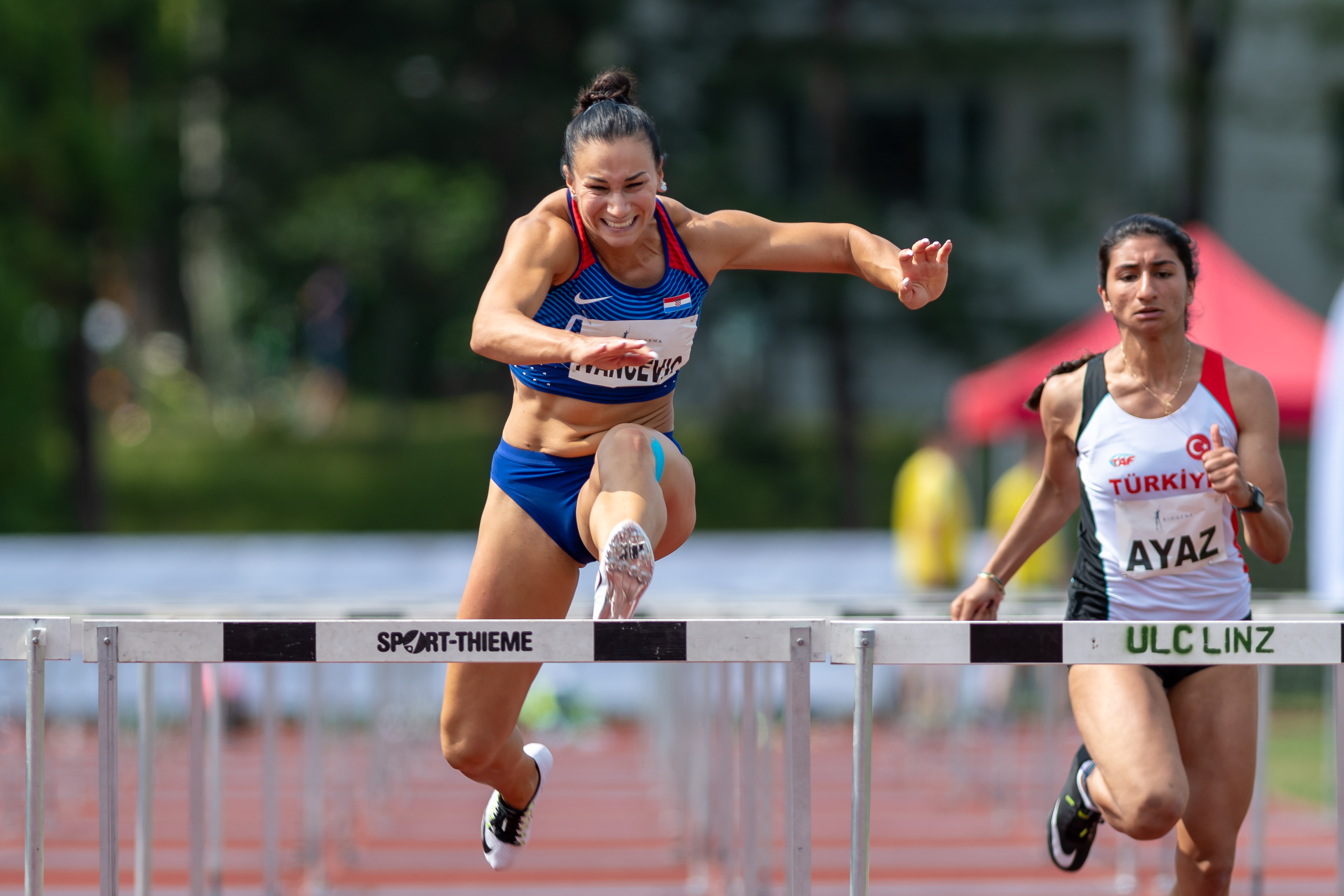
Andrea Ivančević Rang acht in 33,95 s

## Finale
28. August 2015, 12:35 Uhr Ortszeit (6:35 Uhr MESZ)

Wind: −0,3 m/s
Dass dieses Rennen eng werden würde, hatte sich schon in den Vorläufen und Semifinals abgezeichnet. Einige Läuferinnen, die eher aus der zweiten Reihe kamen, zeigten mit persönlichen Bestleistungen, dass sie sich zum Teil deutlich verbessert hatten und mit ihnen durchaus zu rechnen war. Das Feld der Favoritinnen lag dicht zusammen. Die australische Olympiasiegerin von 2012 und Vizeweltmeisterin von 2013 Sally Pearson war verletzungsbedingt nicht unter den Teilnehmerinnen. Die US-amerikanische Olympiasiegerin von 2008, Olympiazweite von 2012 und WM-Vierte von 2013 Dawn Harper Nelson war bereits im Halbfinale ausgeschieden. Zum Kreis der Favoritinnen zählten in erster Linie die US-amerikanische Titelverteidigerin Brianna Rollins sowie die britische WM-Dritte von 2013 und amtierende Europameisterin Tiffany Porter. Hinzu kamen die Athletinnen, die sich im Semifinale besonders stark präsentiert hatten. Dies waren vor allem die Jamaikanerin Danielle Williams, die US-Amerikanerin Sharika Nelvis und die Belarussin Alina Talaj, die Europameisterin von 2012.

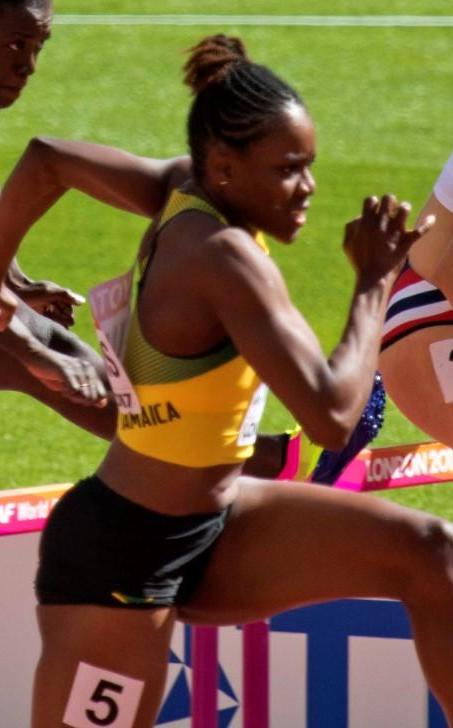
Weltmeisterin mit persönlicher Bestleistung: Danielle Williams

Besonders startschnell präsentierten sich im Finale Porter und D. Williams, die vorne lagen. Porter erarbeitete sich bis zur Streckenhälfte eine leichte Führung. Dahinter folgten die beiden US-Amerikanerinnen Rollins und Sharika Nelvis. Doch als das Ziel näher kam, schob sich das Feld immer mehr zusammen. Porter verlor an den letzten Hürden etwas ihren Rhythmus, sodass Danielle Williams an ihr vorbeizog und Weltmeisterin wurde. Mit 12,57 s verbesserte sie ihre persönliche Bestzeit noch einmal. Ganz innen auf Bahn zwei wurde Talaj am Ende immer stärker, doch außen auf Bahn acht stürmte vor allem die Deutsche Cindy Roleder noch ganz weit nach vorne. Nur zwei Hundertstelsekunden hinter D. Williams gewann sie die Silbermedaille und verbesserte dabei ihre persönliche Bestleistung aus dem Halbfinale nochmals. Sieben Hundertstelsekunden nach Roleder kam Alina Talaj auf den dritten Platz und stellte einen neuen belarussischen Landesrekord auf. Dahinter belegten Brianna Rollins und Tiffany Porter die Ränge vier und fünf. Zwischen den Plätzen drei, vier und fünf lag jeweils nur eine Hundertstelsekunde. Sechste wurde die Schweizerin Noemi Zbären vor Shermaine Williams aus Jamaika. Sharika Nelvis hatte ihren Lauf am Ende nur noch austrudeln lassen und kam auf den achten Platz.
| Platz | Bahn | Athletin           | Land           | Zeit (s) |
| ----- | ---- | ------------------ | -------------- | -------- |
|       | 5    | Danielle Williams  | Jamaika        | 12,57 PB |
|       | 8    | Cindy Roleder      | Deutschland    | 12,59 PB |
|       | 2    | Alina Talaj        | Belarus        | 12,66 NR |
| 4     | 4    | Brianna Rollins    | USA            | 12,67    |
| 5     | 7    | Tiffany Porter     | Großbritannien | 12,68    |
| 6     | 3    | Noemi Zbären       | Schweiz        | 12,95    |
| 7     | 9    | Shermaine Williams | Jamaika        | 12,95    |
| 8     | 6    | Sharika Nelvis     | USA            | 13,06    |

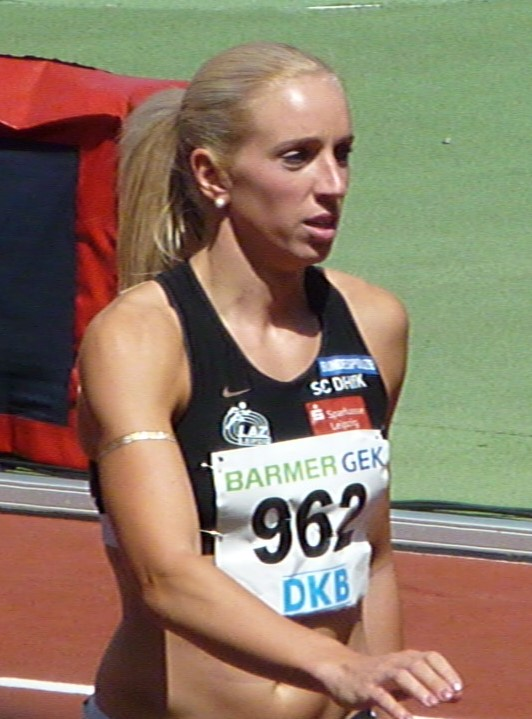
Vizeweltmeisterin CindyRoleder – im Finale mit persönlicher Bestleistung
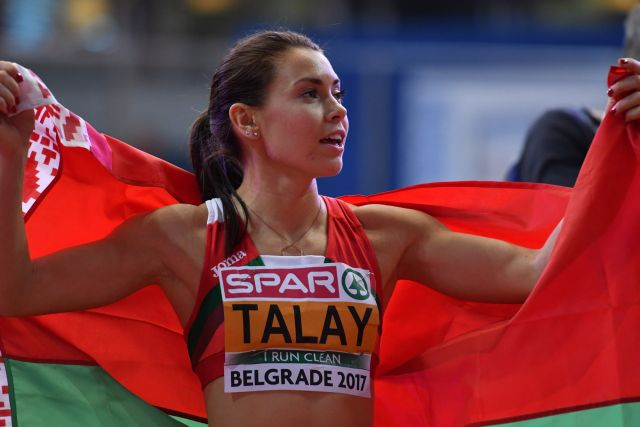
Bronzemedaillengewinnerin Alina Talaj – im Finale mit belarussischem Rekord

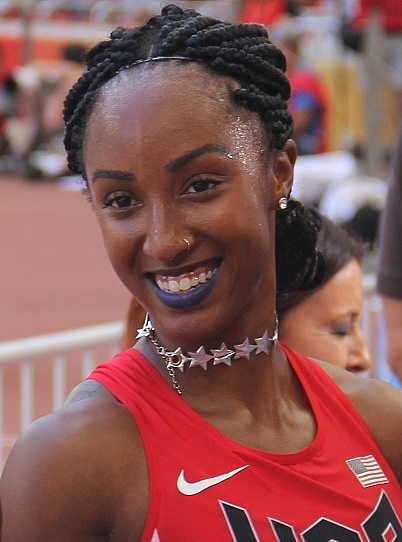
Titelverteidigerin Brianne Rollins musste diesmal mit Rang vier zufrieden sein
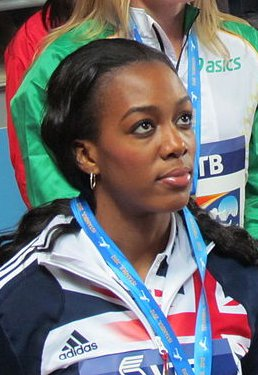
Rang fünf für Tiffany Porter
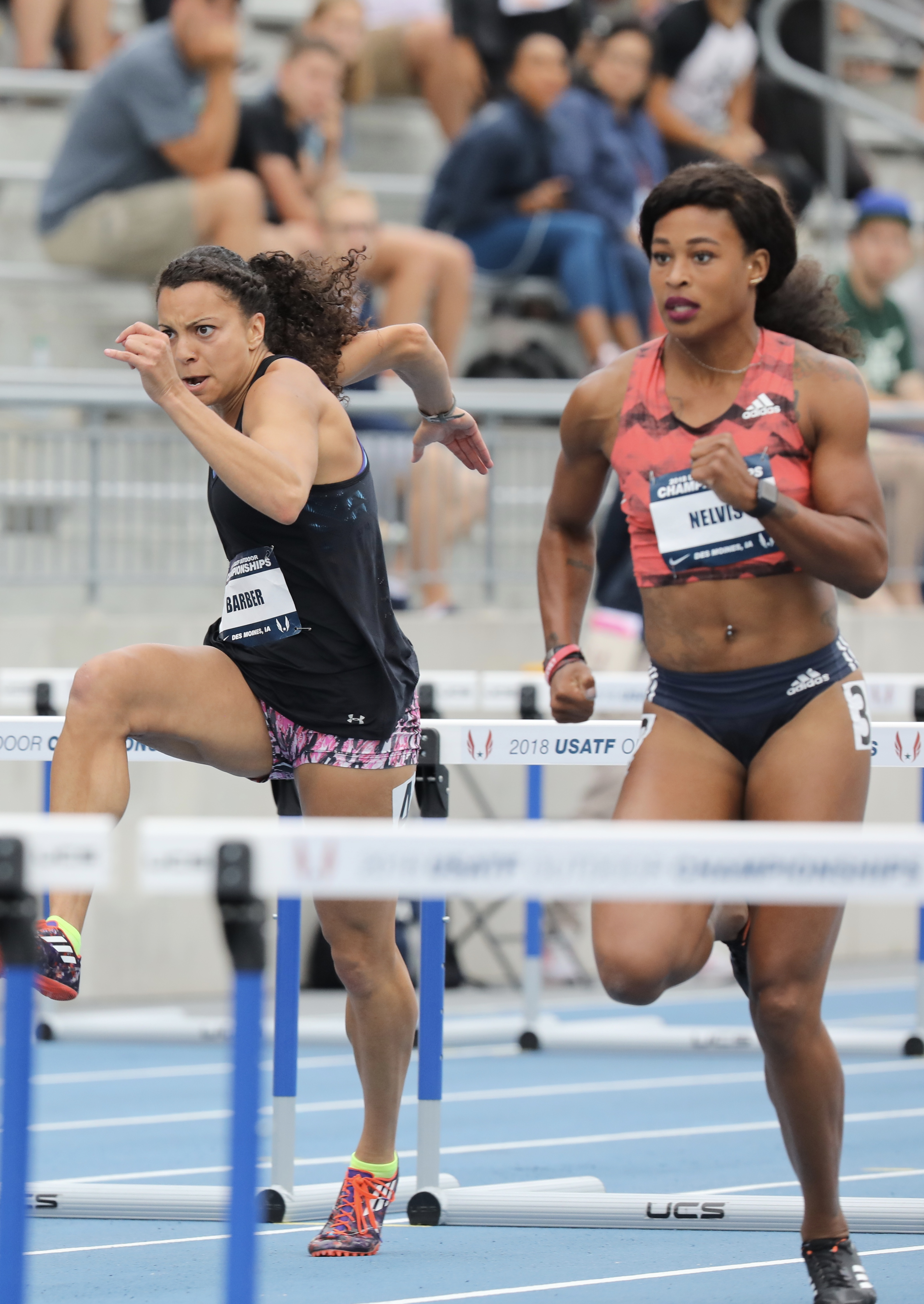
Sharika Nelvis (rechts) kam auf den achten Platz

## Videolinks
- 100m Hurdles Semi Final 1 IAAF World Championship Beijing 2015, youtube.com, abgerufen am 19. Februar 2021
- 100m Hurdles Semi Final 2 IAAF World Championship Beijing 2015, youtube.com, abgerufen am 19. Februar 2021
- 100m Hurdles Semi Final 3 IAAF World Championship Beijing 2015. youtube.com, abgerufen am 19. Februar 2021
- Danielle Williams Wins 100m Hurdles Final IAAF World Championship 2015, youtube.com, abgerufen am 19. Februar 2021